# Shohei Moriyasu
Shohei Moriyasu (森保 翔平 Moriyasu Shohei?), född 17 augusti 1991 i Hiroshima prefektur, är en japansk fotbollsspelare.
Moriyasu började sin karriär 2014 i Kamatamare Sanuki.